# ヒュッツポット

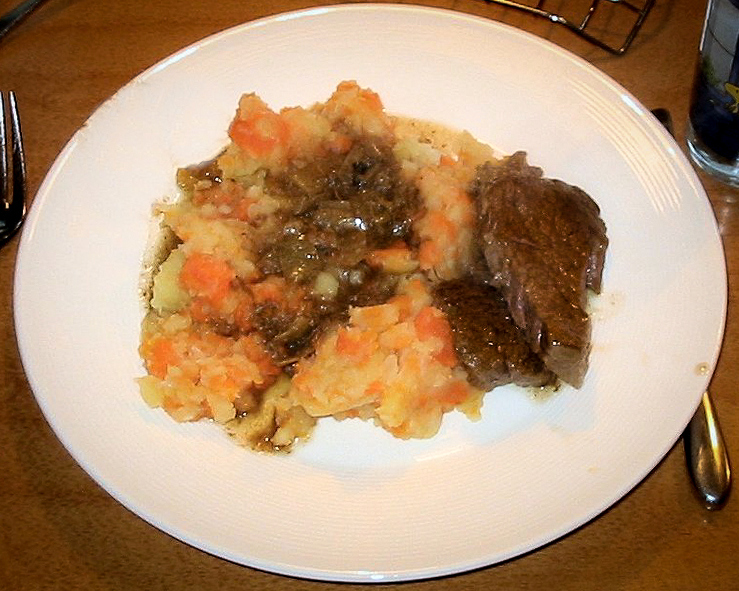
ヒュッツポット 牛肉の煮込み添え

ヒュッツポット（オランダ語: Hutspot）はオランダの家庭料理。ニンジン入りのマッシュポテトである。
オランダの温かい野菜料理にはスタンポットがあるが、ヒュッツポットはスタンポットの一種であり、ジャガイモとニンジンで作ったものを指す。

## 逸話
オランダがスペインから独立することになる八十年戦争中のライデン包囲戦（1573年 - 1574年）において、包囲するスペイン軍を討ち破ってライデン市民は勝利するのだが、戦争中のライデン市民の飢えを救ったのがヒュッツポットであると言われている。ライデン包囲戦の勝利となった10月3日の記念日には、ライデン市民はヒュッツポットで祝う。